# Nobuhiro Takeda (1967)
Nobuhiro Takeda (武田 修宏, Takeda Nobuhiro, Hamamatsu, 10 mei 1967) is een Japans voormalig voetballer die als aanvaller speelde.

## Clubcarrière
In 1983 ging Takeda naar de Shimizu Higashi High School, waar hij in het schoolteam voetbalde. Nadat hij in 1986 afstudeerde, ging Takeda spelen voor Yomiuri / Verdy Kawasaki, de voorloper van Tokyo Verdy. Met deze club werd hij in 1986/87, 1990/91, 1991/92, 1993 en 1994 kampioen van Japan. In 11 jaar speelde hij er 243 competitiewedstrijden en scoorde 108 goals. In het seizoen 1996 kwam hij op huurbasis uit voor Júbilo Iwata. Takeda speelde tussen 1997 en 1999 voor Kyoto Purple Sanga en JEF United Ichihara. Hij tekende in 2000 bij Verdy Kawasaki. In het seizoen 2000 kwam hij op huurbasis uit voor Sportivo Luqueño. Takeda beëindigde zijn spelersloopbaan in 2001.

## Japans voetbalelftal
Nobuhiro Takeda debuteerde in 1987 in het Japans nationaal elftal en speelde 18 interlands, waarin hij 1 keer scoorde.

## Statistieken
| Japans voetbalelftal | Japans voetbalelftal | Japans voetbalelftal |
| Jaar                 | Wed.                 | Dlp.                 |
| -------------------- | -------------------- | -------------------- |
| 1987                 | 4                    | 1                    |
| 1988                 | 0                    | 0                    |
| 1989                 | 0                    | 0                    |
| 1990                 | 4                    | 0                    |
| 1991                 | 2                    | 0                    |
| 1992                 | 2                    | 0                    |
| 1993                 | 4                    | 0                    |
| 1994                 | 2                    | 0                    |
| Totaal               | 18                   | 1                    |